# Alsomitra macrocarpa
Genre
Espèce
Alsomitra macrocarpa est une espèce de plante à fleurs de la famille des Cucurbitaceae. C'est une plante herbacée grimpante originaire du sud-est asiatique. Cette plante se distingue par ses graines inhabituellement ailées, analogues à des samares.

## Taxonomie
Selon une étude publiée en 2011, Alsomitra macrocarpa est l'unique espèce du genre Alsomitra.
L'espèce a d'abord été décrite, en 1825, sous le nom de Zanonia macrocarpa par Carl Ludwig Blume à partir de fructifications collectées sur le mont Parang à Java.
En 1843, le botaniste allemand, Max Joseph Roemer, l'a publiée sous le nom d’Alsomitra macrocarpa, incluant dans ce genre, qu'il n'a pas défini, sept autres espèces injustifiées.
En 1881, Alfred Cogniaux rattacha l'espèce au genre Macrozanonia, sous le nom de Macrozanonia macrocarpa.

## Description
Alsomitra macrocarpa est une plante grimpante, qui s'accroche aux supports à l'aide de vrilles.
Les feuilles, d'un vert brillant à la face supérieure, sont simples, alternes, ovales, et mesurent de 12 à 15 cm de long.
Les fleurs, de petites taille, verdâtres, sont groupées en panicules.
Le fruit est une péponide, baie typique des Cucurbitaceae, de forme ellipsoïde, remarquable par sa taille (pouvant atteindre 30 cm de diamètre) et son aspect de cloche, suspendue très haut dans les arbres par un pédoncule court et épais. Ce fruit s'ouvre par un opercule situé sur sa face inférieure, il contient un grand nombre de graines ailées papyracées,.

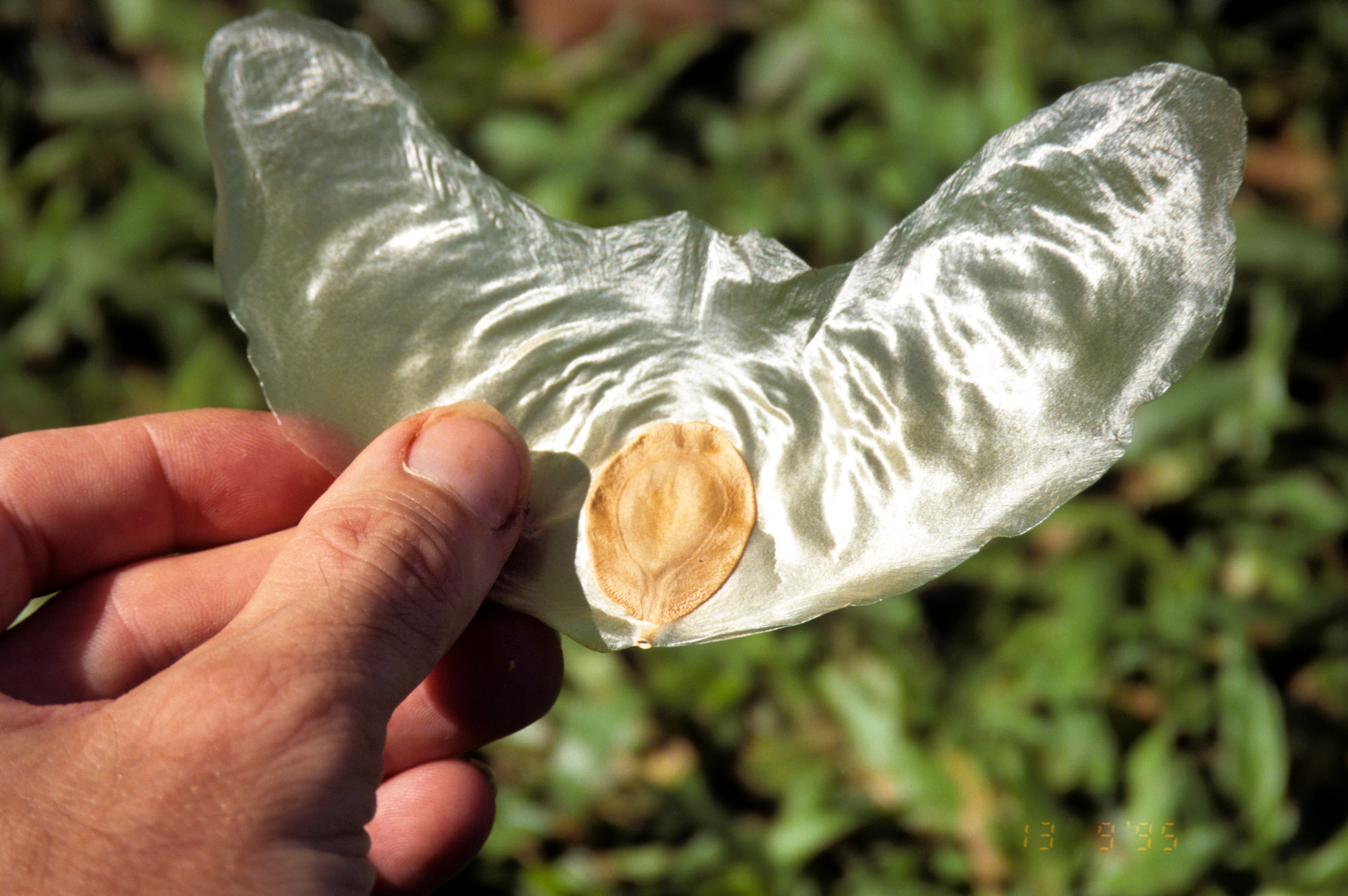
Graine ailée.

Les graines ailées, en forme de disamare, ont une envergure d'environ 13 cm et peuvent planer sur de grandes distances (dispersion par anémochorie sur des centaines de mètres). On en a souvent trouvé autrefois sur le pont des navires en mer.
Ces graines se déplacent dans l'air comme un papillon en vol - elles prennent de la hauteur, se stabilisent puis plongent et accélèrent, amorçant une nouvelle ascension. Ce processus est appelé oscillation phugoïde.
Cette graine aurait inspiré la création en 1904 d'une aile stable par Igo Etrich, pionnier autrichien de l'aviation.
Intrigués par le vol de ces graines, deux chercheurs japonais ont publié en 1987 dans le Journal of Theoretical Biology un article traitant de l'aérodynamique des graines.